# Asilus inamatus
Asilus inamatus là một loài ruồi trong họ Asilidae. Asilus inamatus được Walker miêu tả năm 1860.